# Анненгоф (Санкт-Петербург)
Анненго́ф (нем. Annenhof, то есть «двор Анны»)  — деревянный загородный приморский дворец, построенный в 1710-х гг. для старшей дочери Петра I Анны Петровны близ Екатерингофа, одновременно с дворцом Елизаветгоф, построенным для младшей дочери Елизаветы. Скромные дворцы дочерей Петра I образовали ансамбль, который должен был увековечить состоявшееся здесь в 1703 году морское сражение при Калинкиной.

## История дворца
Анненгоф был заложен Петром I в 1714 году южнее Екатерингофа. Согласно "Походному журналу", царь посетил строящийся дворец 3 мая 1714 года. Сохранившийся чертёж этого дворца свидетельствует, что этот миниатюрный ансамбль состоял из главного здания и двух флигелей, соединённых с ним оградой с воротами. Главный дом был одноэтажным, вытянутым, увенчанным мезонином, которая завершалась балюстрадой. Длина дворца составляла 12 саженей (25,56 м), ширина - 6 саженей (12,78 м). Камер-юнкер голштинского двора Берхгольц упоминает Анненгоф в своём дневнике в записи от 7 сентября 1724 года:
Некоторые из наших придворных осматривали сегодня Анненгоф и Елисаветгоф, два императорских увеселительных дворца, которые недавно возведены на берегу Невы. Первый из них был уже гораздо более отделан, чем второй.
Отделочные и декоративные работы во дворце продолжались до начала 1730-х годов. Генерал-фельдмаршал Миних, посетивший дворец в 1741 году, нашёл его ветхим и пришёл к выводу, что здание необходимо полностью перестроить «с сохранением прежнего вида», однако это предложение было отклонено. 
При Елизавете Петровне в конце 1740-х гг. Анненгоф был отремонтирован. После того как весной 1748 года в Летнем саду был разобран деревянный Летний Дворец Анны Иоанновны, «несколько покоев от перевезённого дому» были поставлены в Анненгофе. Руководил работами архитектор Харман ван Болос. При Екатерине II, в 1764 году Анненгоф в аренду на десять лет взял импресарио из Италии Джованни Баттиста Локателли (1713-1785). Он устраивал здесь маскарады, званые обеды, оперные выступления. В 1765 году Анненгоф посещал Д. Казанова. Здесь он дал друзьям прощальный ужин с фейерверком.
К концу XVIII века Анненгоф пришёл в запустение, и, по сведениям гоф-интендантской конторы, «от оного неизвестными людьми расхищается».
Пониже деревни Екатерингоф находятся Анненгоф и подле сего Елисаветгоф у берега. Каждый имеет деревянное строение в 1 этаж вышины и лес на невеликое пространство. Они были летние домы, подаренные ПЕТРОМ ВЕЛИКИМ обеим Цесаревнам АННЕ ПЕТРОВНЕ и ЕЛИСАВЕТЕ ПЕТРОВНЕ. Ныне не токмо стоят пусты без малейшего употребления, но уже совсем и опали.
                                                                                                                                                       -И.-Г. Георги, 1794 г.
В 1801 году указом Павла I Анненгофский дворец передавался «в вечное и потомственное владение» графу Палену. Впрочем, вступить во владение дворцом он так и не смог, поскольку после участия в цареубийстве он был удалён из столицы в своё курляндское имение. В результате Анненгоф был продан на слом и разобран.
В XIX веке на месте бывшего дворца Анны Петровны был построен частный усадебный дом, который, по данным 1910-х годов, принадлежал семье Картавиных и имел адрес Волынкина деревня, дом 46. Позднее этот дом был разобран, и территория усадьбы была передана Ленинградскому аккумуляторному заводу.

### Местоположение дворца
Место, где в XVIII веке располагался дворец Анненгоф, находится к северу от пересечения улицы Калинина с Западным скоростным диаметром, за забором на территории ЗАО «Балтэлектро».